# Держава Словенців, Хорватів і Сербів
Держава Словенців, Хорватів і Сербів (словен. Država Slovencev, Hrvatov in Srbov, хорв. Država Slovenaca, Hrvata i Srba, серб. Држава Словенаца, Хрвата и Срба) — держава, що була утворена в південній частині Австро-Угорщини після її розпаду наприкінці Першої світової війни на теренах, населених переважно словенцями, хорватами та сербами.

## Назва
Словенською мовою держава звалася Država Slovencev, Hrvatov in Srbov, а сербською і хорватською Država Slovenaca, Hrvata i Srba (або Држава Словенаца, Хрвата и Срба).
Серби, згадані в назві держави, були ті, що проживали Боснії та Герцеговині, Хорватії-Славонії (в тому числі Срем), а також Далмації (в тому числі Которську затоку і Чорногорське узбережжя до Спіч біля Бара), а не населення Королівства Сербія (яке включало територію сучасної Північної Македонії), Королівство Чорногорія і Воєводини (включаючи Банат, Бачку і Бараню).

## Історія

Етнічний склад Австро-Угорщини на 1911

Держава офіційно утворена 29 жовтня 1918. Її керівним органом була Національна рада (Narodno vijeće), до складу якої увійшли найвпливовіші політики того часу. Президентом був словенець Антон Корошець. Два віце-президенти були серб Светозар Прибичевич і хорват Анте Павелич.
Нова держава намагалася включити усі території колишньої Австро-Угорщини, де жили словенці, хорвати і серби. Але серби у Воєводині (включаючи Банат, Бачка і Бараня) заперечували проти цього і створили свою власну адміністрацію під верховною владою Сербської національної ради у місті Нові-Сад. 
- 24 листопада 1918 регіон Срем, який спочатку був частиною Держави словенців, хорватів і сербів, відокремився від Держави і приєднався до Королівства Сербія.
- 25 листопада 1918 до Королівства Сербія приєдналася Воєводина.

Щоб уникнути передачі флоту Антанті, австрійський імператор передав увесь австро-угорський ВМФ і торговельний флот, у тому числі усі порти, арсенали і берегові укріплення, Національній раді Держави. Національна рада надіслала дипломатичні ноти урядам Франції, Великої Британії, Італії, Сполучених Штатів і Росії з повідомленням про те, що Держава не перебуває у стані війни ні з будь-ким із них, і що Рада прийняла весь австро-угорський флот. Флот, однак, незабаром було атаковано і знищено італійською ескадрою Regia Marina.
Держава не отримала міжнародного дипломатичного визнання перш ніж вона перестала існувати. 1 грудня 1918 Національна рада об'єднала Державу з Королівством Сербія (яке вже було об'єднано з Королівством Чорногорія) з метою створення Королівства сербів, хорватів і словенців.